# Phytoecia caerulea
Phytoecia caerulea là một loài bọ cánh cứng trong họ Cerambycidae.